# 武田広
武田 広（たけだ ひろし、1949年10月3日 - ）は、日本の男性ナレーター、シニアスタッフ。元ラジオ局アナウンサー。大阪府出身。

## 経歴・人物
実家は寺で跡取りの長男として生まれるが、自分の将来に思い悩む。「古いしきたりや形式にとらわれない、自分を生かせる仕事がしたい」との思いが強くなり、「手に職をつければ家を出られる」と考え、アナウンサー専門学校に通う。
1972年、大谷大学を卒業。
同年、日本短波放送（現・日経ラジオ社）にアナウンサーとして入社。同期には大橋照子がいる。暇な時間に放送局内ライブラリーにあったCM素材等、ありとあらゆる音素材を聞いて過ごし、ナレーターという仕事を知る。アナウンサーとして数々の番組や外部メディアでのナレーションを担当したのち、1979年に退社。
東京俳優生活協同組合（1979年 - 1988年）→シグマ・セブン（1988年 - 2003年）所属を経て独立し、個人事務所「武田広ブロード企画」を設立した。
1982年に『タモリ倶楽部』でナレーターとして初レギュラーを持つ。菅原正豊とも出会い『出没!アド街ック天国』など、菅原が経営する番組制作会社ハウフルス制作番組に積極的に起用されるようになる。
アナウンサー出身だけにアクセントには細心の注意を払っているが、各番組での関西特集や関西出身タレントが出演した際には大阪弁が出ることもある。
ナレーション一筋だったため、吹き替えやアフレコはほぼ行っていない。
2011年に芝刈り作業中に頚椎を損傷。更に持病の高血圧がもとで身体に不調が見られ、2012年からは当時抱えていたレギュラー番組を段階的に降板。ハウフルス制作番組の一部をレギュラーとして残した他は単発・スペシャル番組を時々担当するに留め、仕事をセーブ。
身体の負担を減らしながら仕事を続けるも、体調が好転せず、サブナレーターが付いたり、担当範囲が縮小されるなど、活動に配慮がなされる。また、視聴者からも武田の体調（声の掠れや声量の衰え）を心配する声が度々上がった。
2019年10月18日放送分を最後に、開始以来40年近く担当してきた『タモリ倶楽部』を降板。これ以降、ナレーターとしての活動はなく、個人事務所も2020年11月26日付で閉鎖・清算され、2022年現在はナレーター業からは引退状態にある。

## 後任・代役
武田の活動縮小・引退後の後任、代役のナレーションは以下の通り。
- 大塚芳忠 - 『真相報道 バンキシャ!』、『世界!ニッポン行きたい人応援団』
- 増谷康紀 - 『タモリ倶楽部』（2020年4月からは渡辺美佐が担当）
- 小倉淳、山崎岳彦 - 『出没!アド街ック天国』（小倉は2016年4月から2018年3月まで、山崎は2018年4月から7月）
- 平野義和 - 『出没!アド街ック天国』、『ナイナイのお見合い大作戦!』（アド街は2018年8月からでお見合い大作戦は同年1月から）、『メイドインジャパン!』、『マグロに賭けた男たち』（2023年からの新・マグロに賭けた男たちから）
- バッキー木場 - 『8時だJ』
- 落合隼亮、駒田健吾 - 『チューボーですよ!』
- 林田尚親 - 『行列のできる法律相談所』
- 槇大輔、服部潤 - 『メイドインジャパン!』

## 出演作品

### 過去に出演した番組
太字はハウフルス制作番組。
- 真相報道 バンキシャ!（日本テレビ）
- タモリ倶楽部（テレビ朝日） - フリーになってからのデビュー作。空耳アワーのタイトルソングも歌う（HIROSHI&MIDORIのHIROSHI。MIDORIは辛島美登里）。
- 出没!アド街ック天国（テレビ東京）
- 世界!ニッポン行きたい人応援団（テレビ東京）
- FNNスーパータイム（フジテレビ）
- 光戦隊マスクマン（テレビ朝日）
- 愛川欽也の探検レストラン（テレビ朝日）
- 8時だJ（テレビ朝日）
- キャプテン翼（テレビ東京） - ナレーター（1話から5話まで）※第6話以降は村山明[5]が担当。
- EXテレビ（日本テレビ） - 月曜
- ギミアぶれいく（TBS）
- メントレG（フジテレビ）
- 徳光&コロッケの“名曲の時間です”（テレビ東京）
- ケロロ軍曹（テレビ東京） - アニメ第152話、『出没!アド街ック天国』を模した番組、『出没!アド星ック天国』のナレーション。
- いつみても波瀾万丈（日本テレビ）
- タモリのジャポニカロゴス（フジテレビ） - 「言いまつがいの世界」のみ
- 暴れん坊ママ（フジテレビ）
- ビートたけしのTVタックル（テレビ朝日）
- ジャパーン47ch（毎日放送）
- アインシュタインの眼（NHK-BShi）
- 週刊お宝TV（NHKBS2）
- 世界まる見え!テレビ特捜部（日本テレビ） - セレブ向けや料理番組などのナレーション。※2012年3月まで
- 行列のできる法律相談所（日本テレビ）※2012年9月まで
- チューボーですよ!（TBS）※2013年11月16日放送分まで
- ジェネレーション天国（フジテレビ）
- もてもてナインティナイン（TBS）
- ナイナイのお見合い大作戦!（TBS）※第15回（2017年10月23日放送分）まで
- ちば見聞録（2014年9月20日 - 9月27日、チバテレ）※#025、#026のみ
- ものまねグランプリ〜成るか世代交代!炎の下克上スペシャル〜（2015年5月19日、日本テレビ） - 『出没!アド街ック天国』を模したネタのナレーション。
- ニチファミ!・門外不出!マル秘映像借りました（2018年11月18日、フジテレビ）

### 日本短波放送時代
- ニュース等

### 単発番組
- 史上最強のクイズ王決定戦（TBS）
- 1億人の富士山スペシャル（山梨放送、2006年7月16日放送分、ナレーション）
- テキトーTV（テレビ朝日）
- 上書き百科事典（フジテレビ）
- Directors TV（テレビ朝日 2010年1月9日・3月21日）
- NHK番組たまご「お天気バラエティー 気象転結・雷編」（NHK総合テレビ、2010年8月19日放送分、ナレーション）
- お天気バラエティー 気象転結「冬将軍の巻」（NHK総合テレビ、2010年12月22日放送分、ナレーション）
- アスリート感動劇場 〜1億の心に響く物語〜（テレビ東京、2010年）
- 大正製薬Human Scienceスペシャル（テレビ朝日、2010年11月21日、ナレーション）
- TXN衆院選SP 池上彰の総選挙ライブ（テレビ東京、2012年12月16日、ナレーション）

### CM
- エバラ食品工業
- 太田胃散
- タイガー魔法瓶
- 両国予備校
- サントリー
- 大同生命
- 日本水産
- KONAMI
- 第一三共ヘルスケア
- ソニー
- 三井不動産
- トーホウリゾート（過去にはキートン山田が務めたことがある）北海道のみ
- 創味食品 創味シャンタンDX

### 吹き替え
- スターシップ・トゥルーパーズ（報道ナレーター）
- レオナルド・ダ・ヴィンチ 美と知の迷宮（レオナルド・ダ・ヴィンチ）

### その他
- ラジオドラマ「…絶句」（異質なもの〈いーさん〉、ほか）新井素子原作のラジオドラマ化。1984年 NHK-FM ふたりの部屋内
- 日本ケンタッキー・フライド・チキン 会社プレゼンテーションVTR（ナレーター）
- 交通読売新聞社『LPGタクシーの取扱い』のビデオ教材（ナレーター）
- 自動車免許更新時教習で使われる交通安全についてのDVD（ナレーター）
- いすゞGIGAトラクタ スムーサーG取り扱いビデオ（ナレーション）
- 五稜郭 箱館奉行所内解説ビデオ（ナレーター）
- テイチク制作の関空特急はるかの運転室展望ビデオ（ナレーター）